# Adelinde Cornelissen
Pour les articles homonymes, voir Cornelissen.
Adelinde Cornelissen, née le 8 septembre 1979 à Beilen, est une cavalière de dressage néerlandaise.
Aux Jeux olympiques de Londres en 2012, elle est médaillée d'argent en dressage individuel et médaillée de bronze par équipes.